# حكومة خالد العظم الخامسة
تشكلت حكومة خالد العظم الخامسة في 17 أيلـول 1962 بموجب المرسوم رقم 2725 الصادر بتاريخ 17 أيلـول 1962 القاضي بتشكيل حكومة الجمهورية العربية السورية برئاسة السيد خالد العظم واستمرت حتى انقلاب 8 آذار 1963. نصت المادة الثانية من مرسوم التشكيل على تولي اللواء عبد الكريم زهر الدين القائد العام للجيش والقوات المسلحة اختصاصات وسلطات وزير الدفاع.

## التشكيل الوزاري
السيد خالد العظم، رئيساً لمجلس الوزراء
- السيد الدكتور بشير العظمة، نائباً لرئيس مجلس الوزراء
- السيد رشاد برمدا، وزيراً للتربية والتعليم
- السيد أسعد الكوراني، وزيراً للعدل والأوقاف
- السيد الدكتور فرحان الجندلي، وزيراً للشؤون البلدية والقروية
- الدكتور اسعد محاسن، وزيراً للخارجية
- السيد خليل الكلاس، وزيراً للمالية
- السيد أمين النفوري، وزيراً للإصلاح الزراعي
- السيد جورج خوري، وزيراً للصناعة
- المهندس صبحي كحالة، وزيراً للمواصلات
- السيد عبد الحليم قدور، وزيراً للإعلام
- المهندس روبير الياس، وزيراً للأشغال العامة
- السيد عزيز عبد الكريم، وزيراً للداخلية
- السيد رفيق جبرائيل بشور، وزيراً للثقافة والإرشاد القومي
- السيد احمد مظهر العظمة، وزيراً للزراعة
- السيد الدكتور عزت الطرابلسي، وزيراً للاقتصاد
- السيد منصور الاطرش، وزيراً للشؤون الاجتماعية والعمل
- الدكتور نهاد إبراهيم باشا، وزيراً للتخطيط
- السيد عمر عودة الخطيب، وزيراً للتموين
- الدكتور نبيل الطويل، وزيراً للصحة والإسعاف العام

## التعديل الوزاري
عدّلت الوزارة بموجب المراسيم (252- 253 - 254 - 255 - 256 - 257 - 258) في 16 شباط 1963 لتكون على النحو التالي:
- السيد خالد العظم، رئيساً لمجلس الوزراء
- السيد أسعد الكوراني، نائباً للرئيس وزيراً للعدل والأوقاف والإعلام
- السيد الدكتور فرحان الجندلي، وزيراً للشؤون البلدية والقروية
- السيد جورج الخوري، وزيراً للصناعة والشؤون الاجتماعية والعمل
- المهندس صبحي كحالة، وزيراً للمواصلات والإصلاح الزراعي
- اللواء عزيز عبد الكريم، وزيراً للداخلية والتعليم
- الدكتور عزت الطرابلسي، وزيراً للمالية والاقتصاد الوطني
- السيد أحمد مظهر العظمة، وزيراً للزراعة والتموين
- الفريق عبد الكريم زهر الدين، مهام وصلاحيات وزير الدفاع

## روابط خارجية
- مجلس الوزراء السوري
- الحكومات السورية على موقع رئاسة مجلس الوزراء
- الحكومات السورية على موقع مجلس الشعب السوري
- وزارات الدولة على بوابة الحكومة الإلكترونية السورية
- الوزارات والهيئات الحكومية على موقع مجلس الشعب السوري